# Moschea di Mihrimah Sultan (Scutari)
La moschea di Mihrimah Sultan è una moschea imperiale ottomana situata a Istanbul, in Turchia, nel quartiere di Scutari.